# Carl Dietrich Büttner (Reeder, 1897)
Carl Dietrich Büttner (II) (* 1. Mai 1897 in Leer; † 20. November 1970 in Bremen) war ein deutscher Speditionskaufmann und Reeder in Bremen.

## Biografie
Büttner war der Enkel von Carl Dietrich Büttner (I), der 1856 (andere Quellen 1853) in Leer ein Schiffsmakler- und Speditionsunternehmen gegründet hatte. Daraus wurden 1879 die Spedition Carl Büttner und die Carl Büttner Reederei (CB). 1892 wurde für die Reederei eine Filiale in Bremen eingerichtet; die Spedition blieb in Ostfriesland. 1905 übernahm sein Vater Johann Albrecht Büttner (1863–1933) die beiden Unternehmen, noch mit dem Schwerpunkt in Leer.
Carl Dietrich Büttner (II) übernahm nach dem Tod seines Vaters 1933 die Reederei und verlegte den Hauptsitz nach Bremen, da hier die Rolandmühle einer der Hauptkunden war. Die Reederei transportierte nach 1945 Kohle und Torf und versorgte US-Schiffe, die Hilfsgüter nach Deutschland brachten. Danach war sie vornehmlich im Bunkergeschäft tätig, das aber in den 1960er Jahren stark stagnierte, da sich die US-Amerikaner aus diesem Bereich zurückzogen und zunehmend LKW diese Waren transportierten. Nach 1960 bereederte er zunehmend Tanker. Er führte das Unternehmen bis 1970 (†). Nach 1945 wurden die Geschäfte noch von der Wohnung in der Georg-Gröning-Straße in Bremen-Schwachhausen aus geführt. Später war der Firmensitz in der Bahnhofsstraße. Er war Mitglied im Vorstand der Schiffsmakler-Vereinigung für Küstenschifffahrt.
Sein Sohn Carl-Habbo Büttner (1929–2020) führte die Reederei in der vierten Generation ab 1970 und schied 2001 aus. Er gründete einen dritten Standort in Duisburg-Ruhrort, welcher in Spitzenzeiten bis zu 40 Binnenschiffe zum Transport von Versorgungsgütern nach Nordrhein-Westfalen und Kohle/Koks aus dem Ruhrgebiet einsetzte. Die Bremer Reederei betrieb um 2014 zehn Öltanker mit insgesamt rd. 200.000 tdw.